# Haplodrassus rugosus
Haplodrassus rugosus är en spindelart som beskrevs av Tatiana Konstantinovna Tuneva 2005. Haplodrassus rugosus ingår i släktet Haplodrassus och familjen plattbuksspindlar.
Artens utbredningsområde är Kazakstan. Inga underarter finns listade i Catalogue of Life.